# Testudinaria unipunctata
Testudinaria unipunctata là một loài nhện trong họ Araneidae.
Loài này thuộc chi Testudinaria. Testudinaria unipunctata được Eugène Simon miêu tả năm 1893.